# Німецька оса
Vespula germanica, європейська оса, німецька оса або німецька жовтокрила оса — вид ос, поширений у більшій частині Північної півкулі, поширений у Європі, Північній Африці та Середній Азії. Вид добре поширився і закріпився в багатьох інших місцях, включаючи Північну Америку, Південну Америку (Аргентина та Чилі), Австралію, Південну Африку та Нову Зеландію. Німецькі оси є частиною родини справжні оси, і іноді їх помилково називають паперовими осами, оскільки вони будують сірі паперові гнізда, хоча, строго кажучи, паперові оси є частиною підродини Polistinae. У Північній Америці вони також відомі як Yellowjacket.

## Класифікація
Vespula germanica належить до роду Веспула, який включає різні види ос, які зустрічаються по всій Північній півкулі. У Північній Америці ці оси найчастіше відомі як Yellowjacket, але ця назва також стосується видів із сестринського роду Dolichovespula. Представників Vespula часто плутають з іншими родами, особливо з паперовою осою Polistes dominula. Колонії V. germanica мають багато спільних характеристик з колоніями V. vulgaris (звичайної оси) і V. pensylvanica (західної жовтокрилої), тому їх дуже часто вивчають разом.

## Опис
Німецька оса має довжину близько 13  мм, масу 74,1 ± 9,6 мг, і типові чорні та жовті кольори. Дуже схожа на звичайну осу (V. vulgaris), але на відміну від звичайної оси має лише три крихітні чорні крапки на наличнику, що робить важким її ідентифікацію. Варто спочатку класифікувати осу як робочу, матку або трутня, перш ніж ідентифікувати її як V. vulgaris або V. germanica. Шлунковий рисунок (чорні крапки або плями на животі) дуже варіабельні, і їх не можна використовувати для ідентифікації. Чорна пляма на наличнику V. vulgaris може виглядати схоже на V. germanica.

## Поширення і середовище проживання

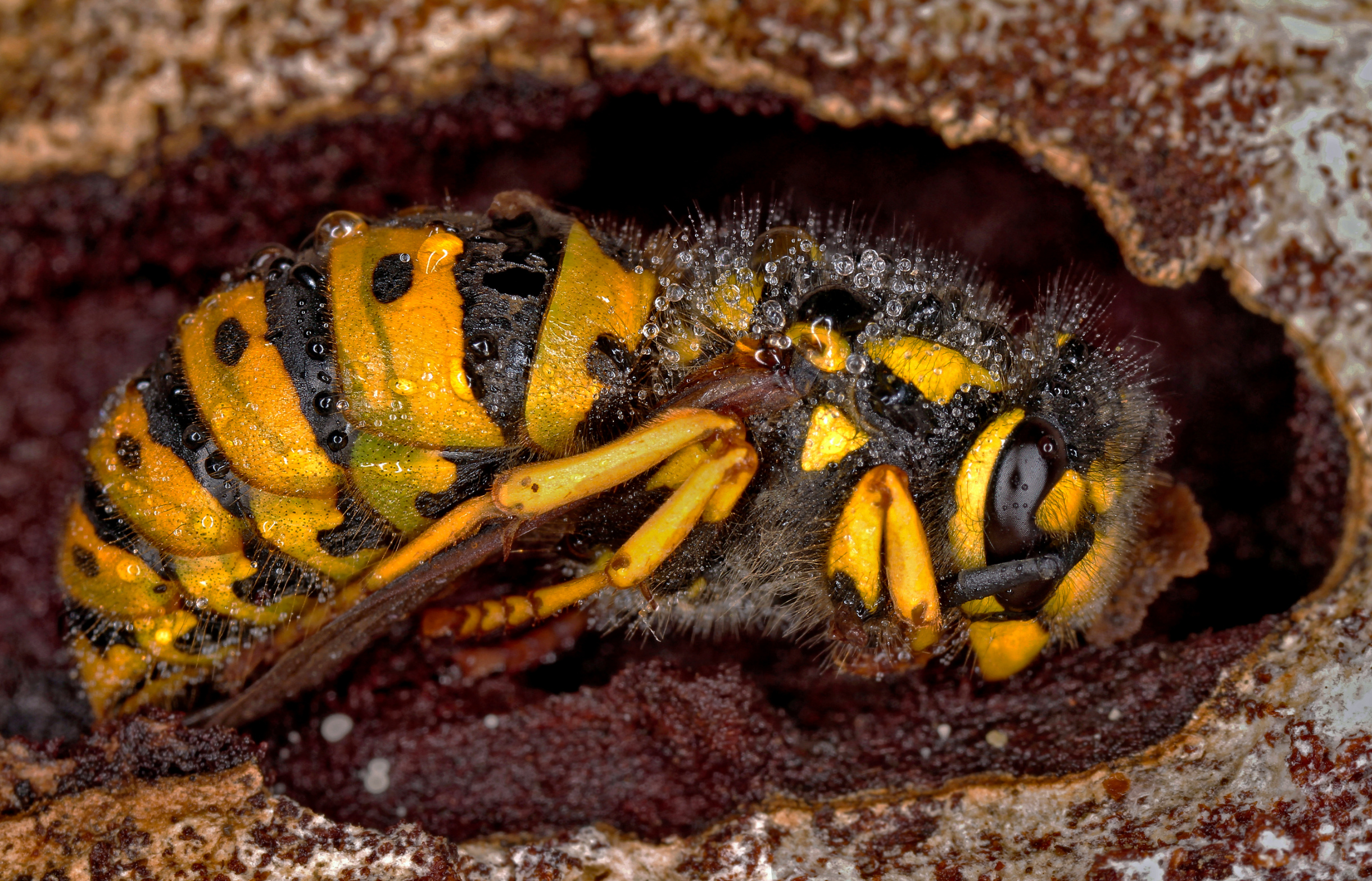
Макрофотографія матки V. germanica в сплячці

V. germanica первісно проживала в Європі, Азії та Північній Африці, а тепер її можна знайти на всіх континентах, крім Антарктиди. Вид створив популяції в Північній Америці, Південній Америці, Південній Африці, Новій Зеландії та Австралії. Відомо, що вони успішно захоплюють нові території. Ці оси є багатоїдними хижаками, які харчуються членистоногими, і оскільки вони здатні їсти більше за інших тварин, вони завдали значної шкоди місцевій дикій природі на територіях, які вони захопили. За рік V. germanica розповсюджується всередньому на відстані не більше ніж 1000 м, тому їхньому швидкому поширенню, ймовірно, сприяє випадкове транспортування людиною зимуючих маток. Зазвичай це призводить до ефекту пляшкового горла під час створення нових популяцій, що пояснює значну генетичну диференціацію, яка часто зустрічається серед географічно віддалених популяцій.
Оси роблять гніздо з пережованих рослинних волокон, змішаних зі слиною. Більшість гнізд знаходяться в ґрунті під землею. Значна частина гнізд знаходиться на штучних спорудах, таких як горища, а невелика частина знаходиться над землею.

## Цикл колонії

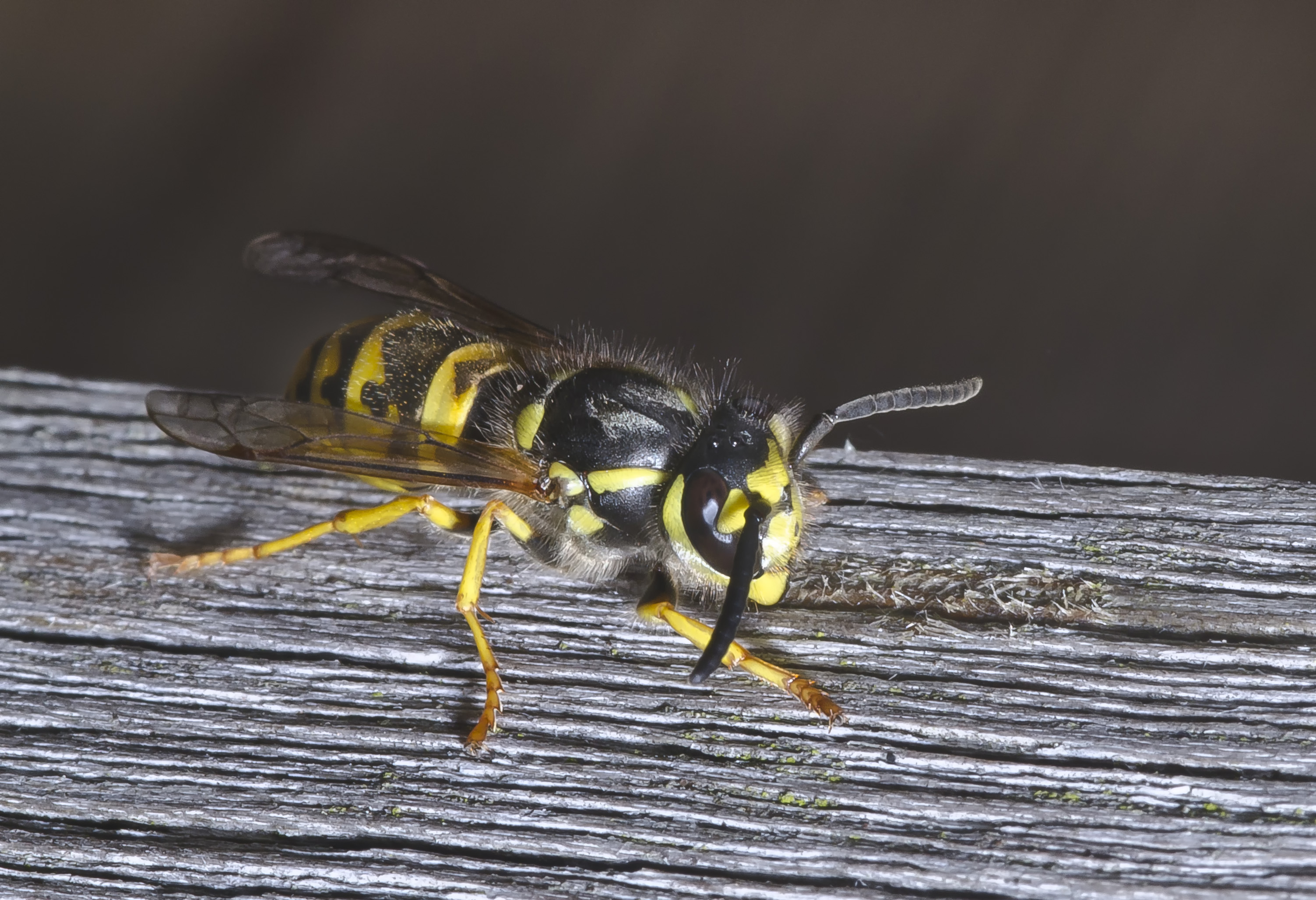
Німецька оса рве деревину, з якої будує гніздо

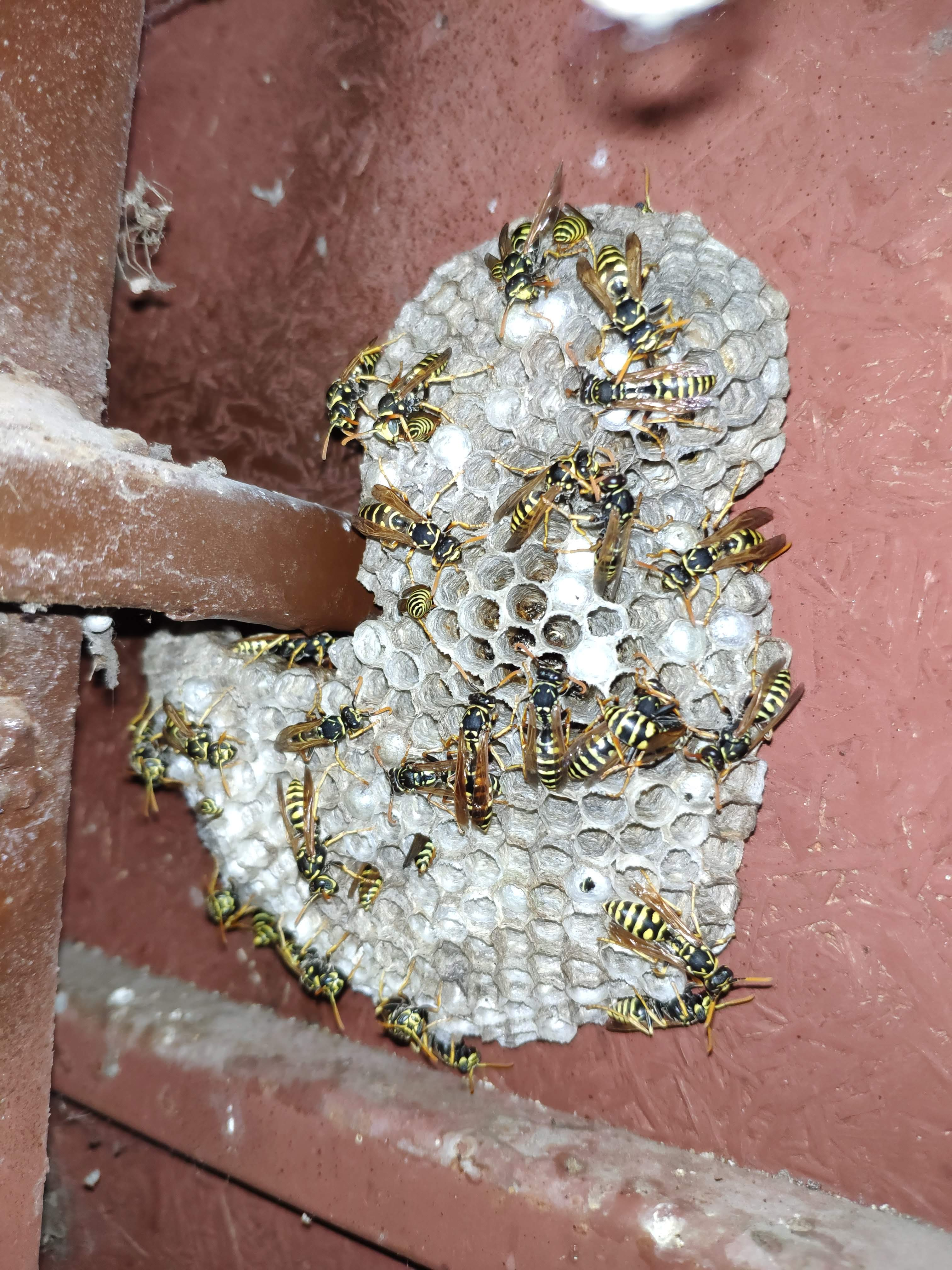
Осине гніздо

Одна матка створює гніздо навесні, будуючи ембріональне гніздо, яке містить серію шестикутних сот. Вони використовуються для розміщення однієї незрілої оси у формах: яйця, стадії личинки та лялечки. Колонія швидко зростає протягом літа, збільшується кількість робочих особин і розмір гнізда. До кінця літа темпи росту значно сповільнюються, і самців утворюється більше, ніж робочих особин, а фокус зміщується від створення маленьких сот до сот, які на 30-40 відсотків більші. У цих нових клітинах розміщуються нові матки та самці. Восени нові матки впадають у сплячку, тоді як старі матки відмирають, і колонія розпадається. У деяких випадках гнізда можуть пережити зиму й дожити до наступного сезону. Якщо це станеться, гніздо стане багатоплідним і досягне набагато більшого розміру, ніж у попередньому році.
На гнізда V. germanica сильно впливає клімат. Середні колонії в Австралії містять понад 9500 маленьких робочих особин і 3600 великих маточників і самців. До кінця травня колонії в Австралії мають 15 000 ос, які виходять із маленьких сот, і 2500 ос, які виходять із великих клітин. Для порівняння, у гніздах на Британських островах у середньому лише 6100–6500 малих і 1500 великих комірок. Крім того, значна кількість гнізд в Австралії здатна пережити зиму, тоді як в Англії жодне з гнізд її не виживає. Це демонструє, як гнізда V. germanica можуть досягати значних розмірів у різних кліматичних умовах.

## Харчування

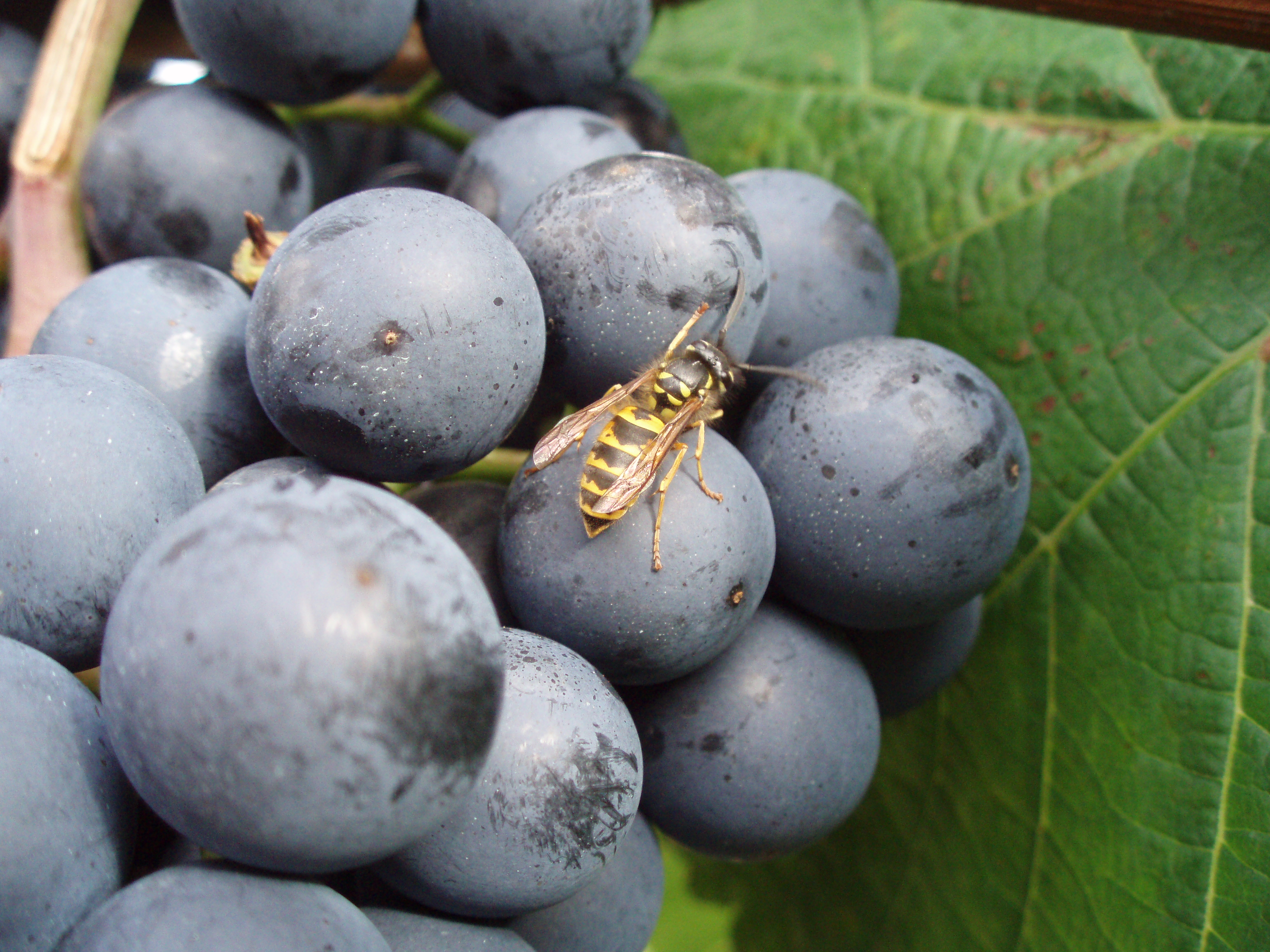
На винограді Дорнфельдер

Оси V. germanica мають різноманітний раціон. Відомо, що вони їдять падаль, живих членистоногих (включаючи павуків), фрукти, медяну росу, а також перероблену їжу людини та сміття. Вони є опортуністичними падальщиками та мисливцями, здатними добувати їжу з різних джерел. Наприклад, було помічено, що багато видів Vespula харчуються мертвими медоносними бджолами (бджола медоносна). Така гнучкість раціону корисна, оскільки V. germanica часто конкурує за ресурси з місцевою біотою в районах, які вона вдирається під час поширення.

## Паразити
Відомо, що самки бджолиної молі (Aphomia sociella) відкладають яйця в гнізда V. germanica. Личинки, що вилупилися, будуть харчуватися яйцями, личинками та лялечками, які оса залишила незахищеними, іноді руйнуючи великі частини гнізда, коли шукають їжу.

## Статус
Цей вид вважається шкідником у більшості територій за межами його рідного ареалу, хоча через тривале проживання виду в Північній Америці, його майже не винищують там, на відміну від таких територій, як Південна Америка, де інтродукція відбулася нещодавно і наслідки більш помітні.

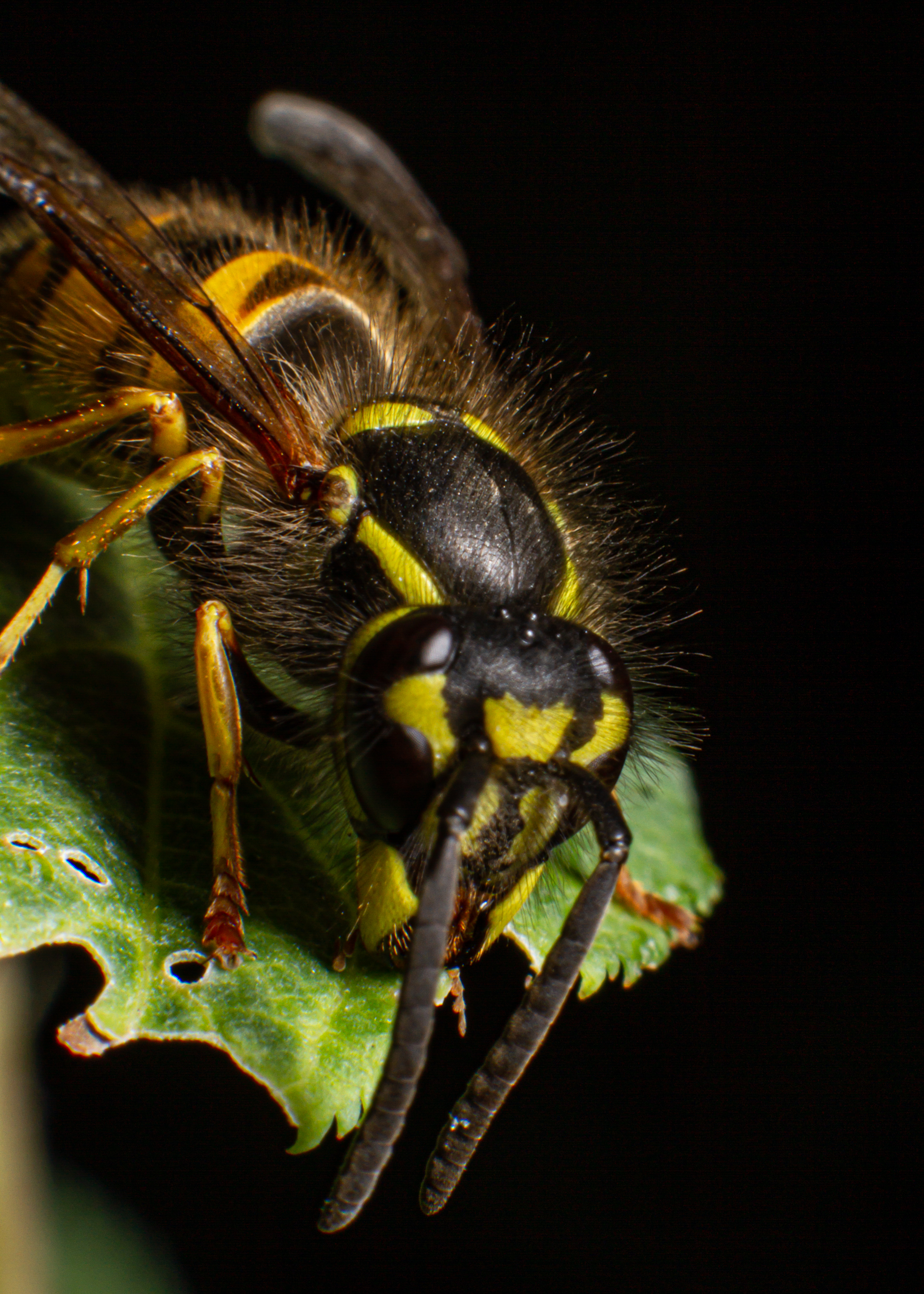
Оса на листку

Поряд із близькоспорідненою звичайною осою (Vespula vulgaris) і трьома видами паперових ос Polistes, німецька оса вважається шкідником у Новій Зеландії. Ймовірно, вона була завезена наприкінці 19 століття, але кількість не зростала до 1940 року. Чисельність ос досягає найбільшої щільності в букових лісах Південного острова через велику кількість медяної роси, яку виробляє букова щитівка. Це серйозно впливає на екологію лісу, оскільки залишається менше медяної роси, доступної для місцевих птахів. Однак німецьких ос швидко замінили на більшій частині Південного острова та його букових лісах на вид Vespula vulgaris, випадково завезений у 1970-х роках.
Разом з тим, у Німеччині оси захищені законом з притягненням осіб, винних в нанесенні їм шкоди, до суворої відповідальності.